# Pfarrwerfen
Pfarrwerfen est une commune autrichienne du district de St. Johann im Pongau dans l'État de Salzbourg.

## Géographie
La commune est située sur la rive droite de la Salzach, au pied du massif de Tennen. Pfarrwerfen se trouve à douze kilomètres au nord de St. Johann im Pongau.
La gare de Pfarrwerfen est rattachée au réseau ferroviaire du S-Bahn de Salzbourg. La commune se trouve à proximité immédiate de l'autoroute A10 (Tauern Autobahn).

## Histoire
Dans l'antiquité, la vallée de la Salzach est colonisée par des peuples celtes ; en 16 av. J.-C., leur royaume de Norique est devenu une province de l'Empire romain. C'est ici que se situait autrefois une mansio, possiblement nommée Vocario, le long d’une voie romaine reliant les villes de Virunum et de Iuvavum (Salzbourg).
La paroisse Saint-Cyriaque de Pfarrwerfen fut mentionnée pour la première fois dans un acte de donation en 1074. Pendant des siècles, elle appartenait à l'archevêché de Salzbourg. Après le congrès de Vienne en 1815, elle échut à l'empire d'Autriche.

## Tourisme
Près du village se situe un musée de plein air montrant les sept moulins (de part et d'autre de la route).

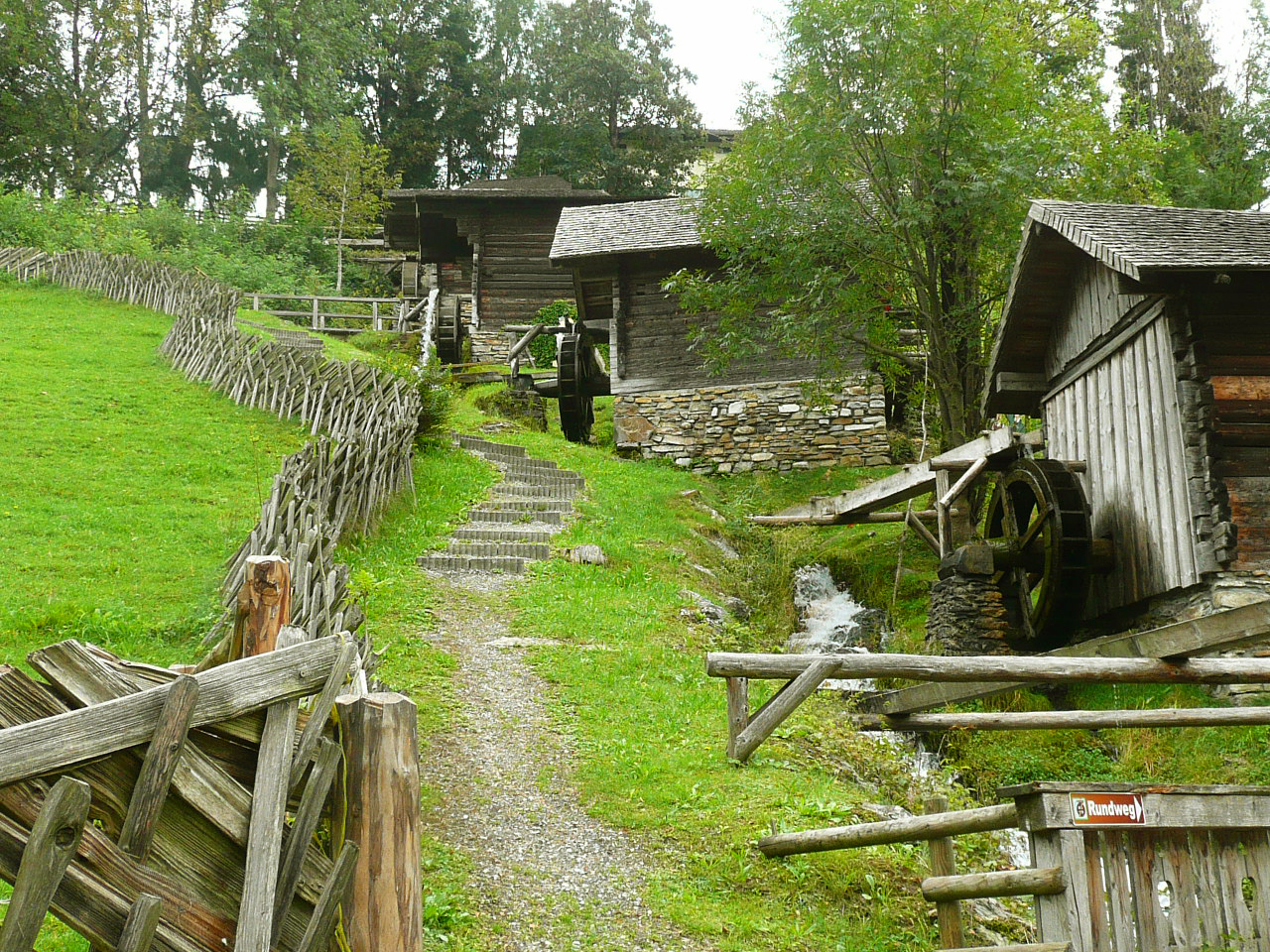
Le groupe des moulins à eau, avec expositions sur les céréales
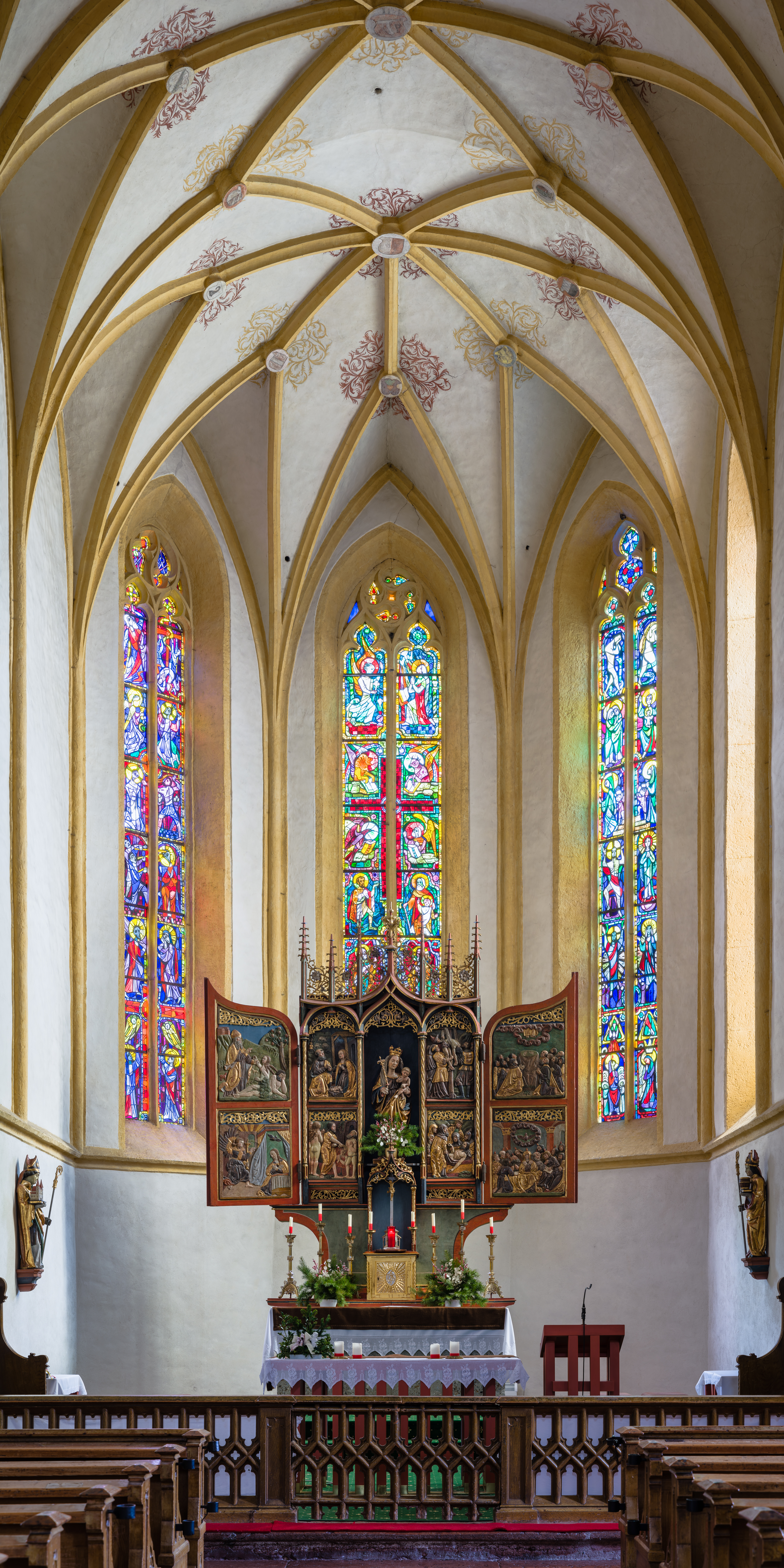
Dans l'église Saint Cyriak
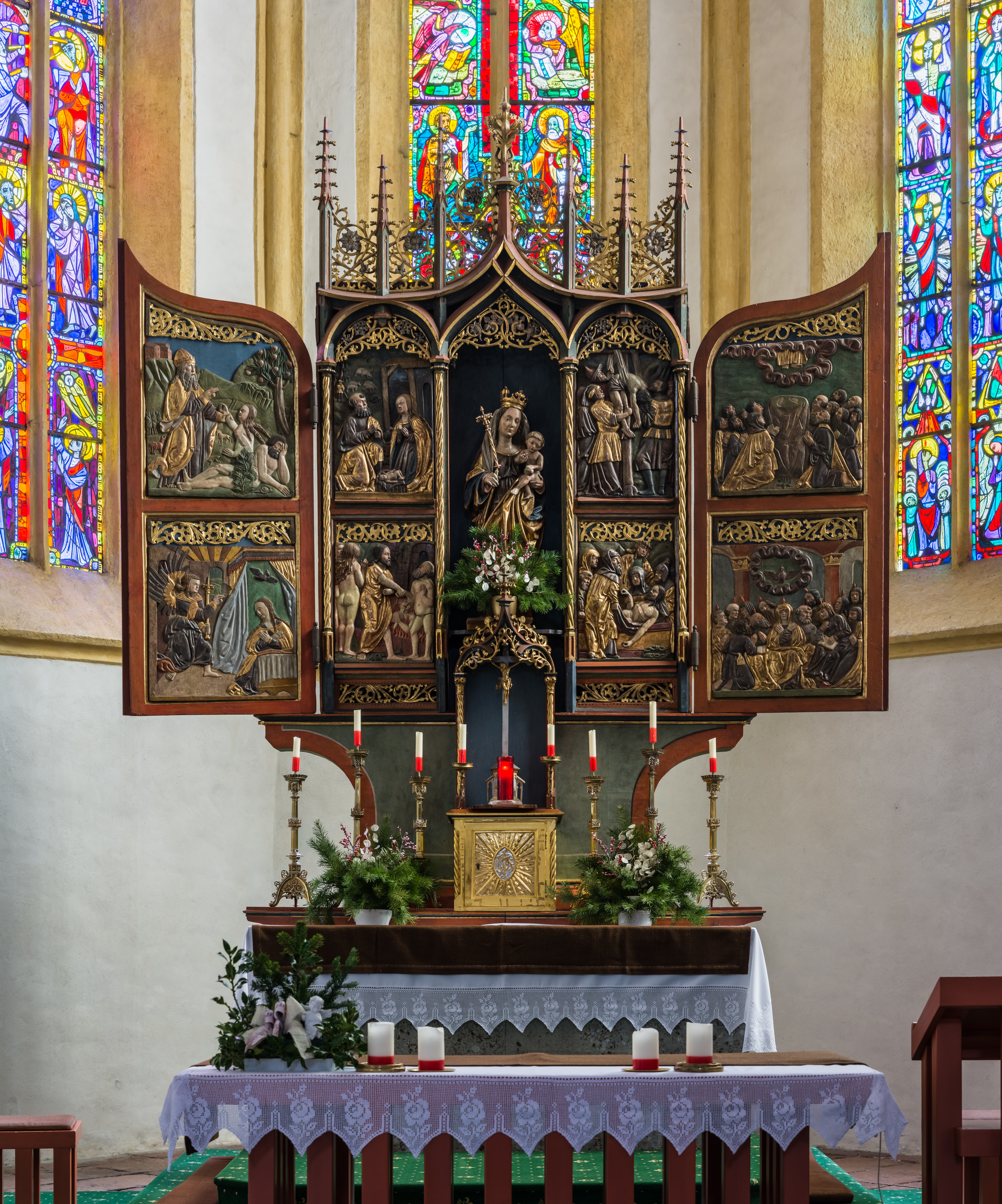
Maître-Autel de l'église Pfarrkirche Pfarrwerfen (de) Saint-Cyriaque. Plusieurs maîtres anonymes, Vierge à l'enfant vers 1500, reliefs vers 1560-1580. Etat actuel de 1865.